# Qualificazioni alla Coppa CEDEAO 1983
Sono elencate di seguito le date e i risultati per le qualificazioni alla Coppa CEDEAO 1983.

## Formula
13 membri CEDEAO: Costa d'Avorio (come paese ospitante) è qualificato direttamente alla fase finale. Rimangono 12 squadre per 3 posti disponibili per la fase finale: le qualificazioni si dividono in due turni.
- Primo Turno - 12 squadre, giocano playoff di andata e ritorno. Le vincenti accedono al secondo turno.
- Secondo Turno - 6 squadre, giocano playoff di andata e ritorno. Le vincenti si qualificano alla fase finale.

## Primo Turno
| 17 gennaio 1983 | Benin | 1 – 1 | Mauritania |  |

| 4 febbraio 1983 | Mauritania | 2 – 0 | Benin |  |

Mauritania qualificato al secondo turno.
| 23 gennaio 1983 | Niger | 2 – 0 | Senegal |  |

| 6 febbraio 1983                              | Senegal              | 2 – 0 | Niger |  |
| \| \| \| \| \| \| Tiri di rigore 5 – 4 \| \| |                      |       |       |  |
|                                              |                      |       |       |  |
|                                              | Tiri di rigore 5 – 4 |       |       |  |

Senegal qualificato al secondo turno.
| 6 febbraio 1983 | Sierra Leone | 0 – 1 | Gambia |  |

| 20 febbraio 1983                             | Gambia               | 1 – 0 | Sierra Leone |  |
| \| \| \| \| \| \| Tiri di rigore 4 – 2 \| \| |                      |       |              |  |
|                                              |                      |       |              |  |
|                                              | Tiri di rigore 4 – 2 |       |              |  |

Gambia qualificato al secondo turno.
| 13 febbraio 1983 | Guinea | 1 – 1 | Mali |  |

| 27 febbraio 1983                             | Mali                 | 1 – 1 | Guinea |  |
| \| \| \| \| \| \| Tiri di rigore 4 – 2 \| \| |                      |       |        |  |
|                                              |                      |       |        |  |
|                                              | Tiri di rigore 4 – 2 |       |        |  |

Mali qualificato al secondo turno.
| 17 aprile 1983 | Guinea-Bissau | 2 – 0 | Togo |  |

| 8 maggio 1983 | Togo | 3 – 0 | Guinea-Bissau |  |

Togo qualificato al secondo turno.
|  | Nigeria | – | Ghana |  |

|  | Ghana | – | Nigeria |  |

Ghana ritirato, Nigeria qualificato al secondo turno.

## Secondo Turno
| 3 luglio 1983 | Gambia | 1 – 1 | Mali |  |

| 17 luglio 1983 | Mali | 0 – 0 | Gambia |  |

Mali qualificato alla fase finale.
| 12 agosto 1983 | Mauritania | 0 – 4 | Togo |  |

|  | Togo | – | Mauritania |  |

Partita di ritorno non disputata, Togo qualificato alla fase finale.
| 15 novembre 1983 | Nigeria | 1 – 0 | Senegal |  |

| 19 novembre 1983 | Senegal | 0 – 1 | Nigeria |  |

Nigeria qualificato alla fase finale.